# Panulirus brunneiflagellum
Panulirus brunneiflagellum là một loài tôm hùm gai sinh sống quanh quần đảo Ogasawara (các đảo Bonin) miền nam Nhật Bản.
Trước đây loài tôm này được đưa vào trong loài P. japonicus, mặc dù loài này có thể liên quan chặt chẽ hơn với P. femoristriga. Loài tôm này đã được ngư dân Nhật Bản đánh bắt trong hơn 150 năm, người Nhật những người gọi loài aka-ebi. Loài này khác với các loài có liên quan do thiếu dải dọc theo lông roi của cặp râu đầu tiên.